# Polypedilum malickianum
Polypedilum malickianum är en tvåvingeart som beskrevs av Peter Scott Cranston 1989. Polypedilum malickianum ingår i släktet Polypedilum och familjen fjädermyggor.
Artens utbredningsområde är Saudiarabien. Inga underarter finns listade i Catalogue of Life.